# Gustavo Almada
Gustavo Almada (Itauguá, 29 de abril de 1994) es un futbolista paraguayo, nacionalizado boliviano, que juega en la demarcación de portero para el Club Blooming de la Primera División de Bolivia.

## Selección nacional
Almada fue convocado por primera vez con la selección de fútbol de Bolivia el 20 de mayo de 2024, para jugar un partido contra México, aunque no llegó a disputar ningún minuto. El mismo año, el seleccionador Antônio Carlos Zago le volvió a convocar, esta vez para formar parte del equipo que disputó la Copa América 2024.

## Clubes
| Club                      | País     | Año       | Partidos | Goles |
| ------------------------- | -------- | --------- | -------- | ----- |
| Club Sol de América       | Paraguay | 2012-2014 |          |       |
| CD Norte América          | Paraguay | 2015-2016 |          |       |
| CD Torre Fuerte           | Bolivia  | 2016      |          |       |
| CD Universidad Cruceña    | Bolivia  | 2017      |          |       |
| CD Torre Fuerte           | Bolivia  | 2017      |          |       |
| Club Destroyers           | Bolivia  | 2018      |          |       |
| CD Torre Fuerte           | Bolivia  | 2019      |          |       |
| Club Aurora               | Bolivia  | 2020      | 0        | 0     |
| Club Deportivo Sur-Car    | Bolivia  | 2020      |          |       |
| CD Torre Fuerte           | Bolivia  | 2021      | 12       | 0     |
| CDT Real Oruro            | Bolivia  | 2022      |          |       |
| FC Universitario de Vinto | Bolivia  | 2022-2024 | 52       | 0     |
| Club Blooming             | Bolivia  | 2025-     | 5        | 0     |